# مايكل برودي
مايكل برودي (بالإنجليزية: Michael Brodie)‏ مواليد 10 مايو 1974 في مانشستر، هو ملاكم محترف إنجليزي يصنف ضمن فئة وزن الريشة.

## إحصائيات
خاض خلال مسيرته 39 نزالا، فاز في 35 وتعادل في 1 وخسر في 3. فاز بالضربة القاضية في 22 نزالا.

## روابط خارجية
- مايكل برودي على موقع بوكس ريك (الإنجليزية) (registration required)